# HD 170773
HD 170773，又名CD-3912704，SAO 210286、HR 6948，是一颗恒星，视星等为6.22，位于銀經354.87，銀緯-13.74，其B1900.0坐标为赤經18h 26m 1.8s，赤緯-39° -13.74′ 40″。